# Constantino Colona Valdez
Constantino Conrado Colona Valdez (Paita, 18 de mayo de 1950) es un arquitecto y político peruano. Es miembro de Acción Popular y fue diputado por Piura durante el disuelto periodo 1990-1992.

## Biografía
Constantino Colona nació en la ciudad de Paita, ubicado en Piura, el 18 de mayo de 1950.
Cursó sus estudios primarios y secundarios en su ciudad natal. Entre 1968 y 1973 cursó estudios superiores de arquitectura en la Universidad Nacional Federico Villarreal de la ciudad de Lima.

## Carrera política
Desde 1984 es miembro de Acción Popular, partido político fundado por Fernando Belaúnde Terry. Colona ejerció como secretario general del partido en 1994 y en el 2008.
Su primera participación política se dio en las elecciones municipales del año 1986 cuando fue candidato a la alcaldía de la provincia de Paita. Luego, en las elecciones municipales de 1989 postuló como regidor de la provincia de Piura por el Frente Democrático y en las elecciones municipales de 1993 a la alcaldía piurana por Acción Popular, en ninguna de esas elecciones resultó elegido.
En las elecciones parlamentarias de 1990, Constantino Colona postuló a la Cámara de Diputados del Congreso de la República por el Frente Democrático y fue elegido como diputado por Piura con 9,138, siendo luego juramentado para el periodo parlamentario 1990-1995. Sin embargo, su cargo fue disuelto el 5 de abril de 1992 ante el anunciado autogolpe de estado del entonces presidente Alberto Fujimori, formando parte de la oposición.
Intentó nuevamente ser elegido como parlamentario en las elecciones del año 1995, sin embargo, no tuvo éxito. En las elecciones regionales del 2010, volvió a la política como candidato a la vicepresidencia del Gobierno Regional de Piura por Acción Popular junto con el candidato a presidente regional Iván Calderón Castillo, obteniendo sólo el 3.002% de los votos y quedando en séptimo lugar.

## Controversias
En el año 2017, Constantino Colona ocupaba el cargo de gerente general de la Municipalidad Provincial de Piura y fue denunciado por corrupción tras ser acusado de haber recibido una coima para la adjudicación de una obra de asfaltado. Ante la denuncia, la Defensoría del Pueblo pidió investigar a Colona y su desafuero del cargo, siendo removido posteriormente al día siguiente.